# 普萊恩菲爾德 (喬治亞州)
普萊恩菲爾德（英語：Plainfield）是位於美國喬治亞州道奇縣的一個非建制地區。該地的面積和人口皆未知。

## 地理
普萊恩菲爾德的座標為32°17′20″N 83°06′44″W / 32.28889°N 83.11222°W，而該地的平均海拔高度為111米（即364英尺）。